# Ecdicio (prefetto)
Ecdicio (in latino Ecdicius; fl. 362-363) è stato un politico romano, prefetto dell'Egitto e destinatario di una missiva dell'imperatore Flavio Claudio Giuliano riguardo al vescovo Atanasio di Alessandria.
È possibile che sia lo stesso Ecdicio che studiò con Libanio tra il 336 e il 340.
La ragione della missiva sta nel fatto che Giuliano permise ai cristiani nemici dell'arianesimo e per questo banditi dai suoi predecessori di rientrare nei loro paesi di origine. Atanasio, invece, rientrò da vincitore sul seggio episcopale di Alessandria d'Egitto e riprese la sua opera di proselitismo convertendo (secondo un rapporto giunto a Giuliano) "le mogli elleniche di uomini insigni". La reazione dell'imperatore verso il suo prefetto dell'Egitto, fu "Giuro, per il grande Serapide, che se Atanasio, il nemico degli Dèi, prima delle Calende di Dicembre non se ne va da quella città, o meglio da tutto l'Egitto, infliggerò alla corte che ti obbedisce una multa di cento libbre d'oro.